# Đuro Kurepa
Đuro Kurepa (serbi: Ђуро Курепа)  (Majske Poljane, 16 d'agost de 1907 - Belgrad, 2 de novembre de 1993) va ser un matemàtic iugoslau.
Kurepa va néixer a Majske Poljane, una localitat avui a Croàcia, en una família de catorze germans dels quals ell era l'últim. Va ser escolaritzat a la seva vila natal, a Glina i a Križevci fins al 1926, quan va ingressar a la universitat de Zagreb per estudiar matemàtiques. Després de graduar-se el 1931, va anar a París on va obtenir el doctorat el 1935 amb una tesi dirigida per Maurice Fréchet en la qual feia per primera vegada un estudi sistemàtic dels arbres transfinits. Des de 1937 fins a 1965 va ser professor de la universitat de Zagreb i a continuació, i fins a la seva jubilació el 1977, va ser professor a la universitat de Belgrad; també va ser professor visitant a diferents universitats com Varsòvia, Harvard, Berkeley o Princeton. Va ser editor i dirigent de diferents societats matemàtiques balcàniques i editor de diferents revistes científiques de la regió, a més de liderar el seminari de lògica de Belgrad.
Kurepa va publicar més de dos-cents treballs, entre articles llibres i monografies. La seva obra es caracteritza per una complicada notació i per no ocultar cap de les hipòtesis, conjectures o problemes oberts que van sorgint en les seves exposicions. El seu camp de treball més important van ser els arbres matemàtics i els conjunts parcialment ordenats. També te treballs notables en els camps de la topologia, la teoria axiomàtica de conjunts, l'àlgebra i la teoria de nombres. En aquest darrer camp és recorcat per haver definit la funció factorial esquerre el 1971.